# Scleromystax barbatus
Scleromystax barbatus is een straalvinnige vissensoort uit de familie van de pantsermeervallen (Callichthyidae). De wetenschappelijke naam van de soort is voor het eerst geldig gepubliceerd in 1824 door Jean René Constant Quoy en Paul Gaimard  De soort werd ontdekt in de omgeving van Rio de Janeiro (Brazilië) op de expeditie van de Franse korvetten l'Uranie en la Physicienne van 1817-1820. 
Het is een kleine pantsermeerval (maximale lengte ongeveer 10 cm) die ook in aquaria gehouden wordt.